# Pelican
Pelican es una banda instrumental estadounidense de metal instrumental originaria de Chicago, pero con base en Los Ángeles. Esta banda es conocida por su densa combinación de melodías y por la larga duración de sus canciones. Su mezcla de post-rock y post-hardcore con avant-garde metal y metal progresivo los ha convertido en una de las bandas abanderadas del post-metal. Tres de sus cuatro miembros (Larry Herweg, Trevor de Brauw y Laurent Schroeder-Lebec) forman parte de la banda Tusk.

## Estilo
Sobre el estilo de la banda, de Brauw dijo: "No veo a Pelican como una banda de metal. Creo que somos parte de una trayectoria de las bandas de Occidente que tratan de mezclar la agresividad con la sensibilidad del pop, así que aunque seamos instrumentales, no lo somos porque sí. Simplemente no sabíamos cómo poner voces en nuestra música, y así suena bien". 
Sobre la condición instrumental de Pelican, Herweg expresó: "Creo que habría limitaciones si tuviéramos un vocalista. Si tuviéramos un forzudo gritando en frente, seríamos clasificados como metal. Si tuviéramos un chico esquelético, seríamos emo. Como no es nada de esto, nadie puede etiquetarnos".

## Miembros
- Trevor de Brauw - guitarra
- Bryan Herweg - bajo
- Larry Herweg - batería
- Dallas Thomas - guitarra

## Discografía

### Álbumes de estudio
- Australasia (2003)
- The Fire in Our Throats Will Beckon the Thaw (2005)
- City of Echoes (2007)
- What We All Come To Need (2009)
- Arktika (2013)
- Forever Becoming (2013)
- Nighttime Stories (2019)

### EP
- Pelican (2001)
- March into the Sea (2005)
- Pink Mammoth (2007)
- After The Ceiling Cracked (2008)
- Ephemeral (2009)
- Ataraxia_Taraxis (2012)
- The Cliff (2015)

### Splits
- Pelican/Scissorfight/The Austerity Program Split (2003)
- Champion Of Sound Split (2003)
- Pelican/Playing Enemy Split (2005)
- Mono/Pelican split (2005)
- These Arms Are Snakes/Pelican Split (2008)

### DVD
- Live in Chicago 06/11/03 (2005)
- After the Ceiling Cracked (Live in London) (2008)